# Стара чесма у Лалинцу
Стара чесма у Лалинцу, насељеном месту на територији општине Сврљиг, налази се у махали Дира, на изласку из села, крај пута који води у атар сеоски ка планини Влајковици.
Чесма је грађена је од ломљеног камена и препокривена великим плочама. Висине је око 1,60m. У сређеном делу чеоног каменог зида чесме налазио се стари запис који сада недостаје. Мештанин Михајловић Борислав је тврдио да је керамичким цевима повезана са извориштем у планини Влајковици. По њему, те цеви су откопане 1972. године приликом радова око чесме. Натписа се не сећа, али истиче да је чесма веома стара. По материјалу и начину грађења могло би се тврдити да је настала у 19. веку. Прецизније време настанка, без поменутог старог записа са чесме, не може се са сигурношћу констатовати. Свакако спада у ред најстаријих чесама овог краје. 
У селу постоји још једна стара чесма. Смештена је у махали Добреж. Грађена је такође од ломљеног камена, али је мањих димензија. Сачувана су два записа на њој. Један из времена подизања: Школа и удружење 1912.године, а други из времена обнове: Добреж – Обновљена државном помоћи, а иницијативом Боре Живковића, Бацког учитеља, 26. октобра 1926.г. на Митров дан.